# Katrineherd
Katrineherd (dansk) eller Katharinenheerd (tysk) er en landsby og kommune i det nordlige Tyskland under Kreis Nordfriesland i delstaten Slesvig-Holsten. Byen er beliggende ti kilometer vest for Tønning på halvøen Ejdersted i Sydslesvig. Skt. Katrine Kirke blev første gang nævnt i 1113.
Kommunen samarbejder på administrativt plan med andre kommuner i Ejdersted kommunefællesskab (Amt Eiderstedt).